# Mike Conley Jr.
Michael Alex Conley Jr. (Fayetteville, 11 oktober 1987) is een Amerikaans basketballer die sinds 2023 uitkomt voor de Minnesota Timberwolves. Mike Conley Jr. is de zoon van Mike Conley, voormalig Olympisch en wereldkampioen in het hink-stap-springen.

## Carrière

### 2007-2013: Debuut bij de Grizzlies en eerste playoffs
Conley speelde collegebasketbal voor de Ohio State Buckeyes tijdens het seizoen 2006/07. Hij stelde zich in 2007 beschikbaar voor de NBA draft en werd  op 28 juni 2007 als 4e in de eerste ronde gekozen door de Memphis Grizzlies. Op 30 juli 2007 tekende Conley een meerjarig contract in Memphis. Conley debuteerde voor de Grizzlies op 7 november 2007 in een wedstrijd tegen de Seattle SuperSonics. In zijn rookie-seizoen was Conley goed voor 53 wedstrijden waarvan 46 als basisspeler en een gemiddelde van 9,4 punten en 4,2 assists per wedstrijd. Tijdens het seizoen 2008/09 kreeg Conley alle wedstrijden speelgelegenheid en dit steeds meer als basisspeler. Ook de daaropvolgende seizoen bestendigde Conley zijn statuut als basisspeler bij de Grizzlies. Op het einde van het seizoen 2010/11 kon Conley voor het eerst in zijn carrière, met de Grizzlies de NBA Playoffs bereiken. In de eerste ronde waren de Memphis Grizzlies te sterk voor de San Antonio Spurs, die als eerste de reguliere competitie hadden afgesloten in de Western Conference. In de halve finale van de Western Conference verloren de Grizzlies van de Oklahoma City Thunder. Tijdens het seizoen 2012/13 was Conley goed voor een gemiddelde van 14,6 punten, 6,1 assists en 2,8 rebounds per wedstrijd. In de playoffs versloegen de Grizzlies eerst de Los Angeles Clippers en in de halve finale van de Western Conference de Oklahoma City Thunder. Zo bereikte Memphis voor het eerst in hun bestaan de finale van de Western Conference. In deze finale moesten ze met duidelijke 4-0 cijfers hun meerdere erkennen in de San Antonio Spurs van Tim Duncan, Tony Parker en Kawhi Leonard. Conley werd onderscheiden met een selectie in het NBA All-Defensive Second Team.

### 2013-2019: Steeds belangrijker voor de Grizzlies en beste schutter in de geschiedenis van de Grizzlies
Na het seizoen seizoen 2013/14 verloor Conley met de Grizzlies in de eerste ronde van de Oklahoma City Thunder. Conley kreeg voor het eerst in zijn loopbaan de NBA Sportsmanship Award. Ook in 2016 kreeg Conley deze trofee toebedeeld. Conley tekende op 14 juli 2016 een nieuw verlengd contract bij de Memphis Grizzlies. Het 5-jarig contract vertegenwoordigde een waarde van 153 miljoen Amerikaanse dollar, op dat moment het grootste contract aller tijden in de geschiedenis van de NBA. Op 15 februari 2017 liet Conley 3 driepunters optekenen tegen de New Orleans Pelicans, waarmee hij de leiding overnam van Mike Miller wat betreft het gemaakte aantal driepunters voor de Memphis Grizzlies. Conley speelde de eerste 12 wedstrijden van het seizoen 2017/18 waarna hij een blessure opliep aan de achillespees en zo het ganse seizoen moest missen. Bij de start van het nieuwe seizoen, op 17 oktober 2018, maakte Conley zijn wederoptreden bij de Grizzlies. Op 27 maart 2019 scoorde Conley 22 punten in een wedstrijd tegen de Golden State Warriors, waarmee hij beter deed dan Marc Gasol en zo beste schutter werd in de geschiedenis van de Grizzlies. Conley sloot het seizoen af met een gemdiddelde van 21,1 punten, het hoogste gemiddelde in zijn loopbaan. Desondanks kon Conley zich met de Grizzlies niet kwalificeren voor de playoffs. Conley kreeg in 2019 voor de derde keer de NBA Sportsmanship Award en hij won tevens ook de Twyman–Stokes Teammate of the Year Award.

### 2019-2023: Utah Jazz
Op 6 juli 2019 werd Conley geruild naar de Utah Jazz waarbij Grayson Allen, Jae Crowder en Kyle Korver, Darius Bazley en een toekomstige draftkeuze de omgekeerde beweging maakten. Al snel ontpopte Conley zich ook bij de Jazz als basisspeler, waarbij hij in december 2019 en januari 2020 wel 19 wedstrijden moest missen als gevolg van een blessure aan de hamstrings. In de uitgestelde playoffs (als gevolg van de coronapandemie) verloor Conley met de Jazz in de eerste ronde van de Denver Nuggets. Conley werd in januari 2021 voor het eerst geselecteerd voor de NBA All-Star Game, als vervanger voor de geblesseerde Devin Booker. In de eerste ronde van de playoffs van het seizoen 2020/21 won Conley met Utah van de Memphis Grizzlies. In de volgende ronde werd verloren van de Los Angeles Clippers en speelde Conley, als gevolg van een nieuwe blessure aan de hamstrings, enkel de laatste wedstrijd mee. Op 6 augustus 2021 tekende Conley een nieuw verlengd contract bij de Utah Jazz. Na het seizoen 2021/22 nam de Utah Jazz afscheid van Donovan Mitchell en Rudy Gobert waarbij Conley zelf ook verwacht had te worden geruild. Conley bleef echter bij de Jazz en begon met zijn team sterk aan het nieuwe seizoen. 

### 2023-heden: Minnesota Timberwolves
Op 9 februari 2023 werd Conley geruild naar de Minnesota Timberwolves. In dezelfde deal, waar ook nog de Los Angeles Lakers in betrokken waren, verhuisden verder nog Russell Westbrook, Juan Toscano-Anderson, Damian Jones, Jarred Vanderbilt, Malik Beasley, D'Angelo Russell en Nickeil Alexander-Walker van club. In 2023 kreeg voor de vierde keer de NBA Sportsmanship Award, waarmee hij als enige speler deze trofee 4 maal mocht ontvangen. Conley verlengde op 23 februari 2024 zijn contract bij de Timberwolves. Op het einde van het seizoen 2023/24 werd Conley voor de tweede keer de Twyman–Stokes Teammate of the Year Award toebedeeld.

## Erelijst en onderscheidingen
- NBA All-Star Game: 2021
- NBA All-Defensive Second Team : 2013
- NBA Sportsmanship Award: 2014, 2016, 2019, 2023
- Twyman–Stokes Teammate of the Year Award: 2019, 2024

## Statistieken
| Legenda | Legenda                | Legenda | Legenda                 | Legenda | Legenda               |
| ------- | ---------------------- | ------- | ----------------------- | ------- | --------------------- |
| WG      | Wedstrijden gespeeld   | WS      | Wedstrijden als starter | MPW     | Minuten per wedstrijd |
| FG%     | Fieldgoal-percentage   | 3P%     | Drie-punterpercentage   | VW%     | Vrije-worppercentage  |
| RPW     | Rebounds per wedstrijd | APW     | Assists per wedstrijd   | SPW     | Steals per wedstrijd  |
| BPW     | Blocks per wedstrijd   | PPW     | Punten per wedstrijd    | Vet     | Hoogste in carrière   |

### Regulier seizoen
| Seizoen      | Team                   | WG    | WS    | MPW  | FG%  | 3P%  | FW%  | RPW | APW | SPW | BPW | PPW  |
| ------------ | ---------------------- | ----- | ----- | ---- | ---- | ---- | ---- | --- | --- | --- | --- | ---- |
| 2007/08      | Memphis Grizzlies      | 53    | 46    | 26,1 | 42,8 | 33,0 | 73,2 | 2,6 | 4,2 | 0,8 | 0   | 9,4  |
| 2008/09      | Memphis Grizzlies      | 82    | 61    | 30,6 | 44,2 | 40,6 | 81,7 | 3,4 | 4,3 | 1,1 | 0,1 | 10,9 |
| 2009/10      | Memphis Grizzlies      | 80    | 80    | 32,1 | 44,5 | 38,7 | 74,3 | 2,4 | 5,3 | 1,4 | 0,2 | 12,0 |
| 2010/11      | Memphis Grizzlies      | 81    | 81    | 35,5 | 44,4 | 36,9 | 73,3 | 3,0 | 6,5 | 1,8 | 0,2 | 13,7 |
| 2011/12      | Memphis Grizzlies      | 62    | 61    | 35,1 | 43,3 | 37,7 | 86,1 | 2,5 | 6,5 | 2,2 | 0,2 | 12,7 |
| 2012/13      | Memphis Grizzlies      | 80    | 80    | 34,5 | 44,0 | 36,2 | 83,0 | 2,8 | 6,1 | 2,2 | 0,3 | 14,6 |
| 2013/14      | Memphis Grizzlies      | 73    | 73    | 33,5 | 45,0 | 36,1 | 81,5 | 2,9 | 6,0 | 1,5 | 0,2 | 17,2 |
| 2014/15      | Memphis Grizzlies      | 70    | 70    | 31,8 | 44,6 | 38,6 | 85,9 | 3,0 | 5,4 | 1,3 | 0,2 | 15,8 |
| 2015/16      | Memphis Grizzlies      | 56    | 56    | 31,4 | 42,2 | 36,3 | 83,4 | 2,9 | 6,1 | 1,2 | 0,3 | 15,3 |
| 2016/17      | Memphis Grizzlies      | 69    | 68    | 33,2 | 45,9 | 40,7 | 85,9 | 3,5 | 6,3 | 1,3 | 0,3 | 20,5 |
| 2017/18      | Memphis Grizzlies      | 12    | 12    | 31,1 | 38,1 | 31,2 | 80,3 | 2,3 | 4,1 | 1,0 | 0,3 | 17,1 |
| 2018/19      | Memphis Grizzlies      | 70    | 70    | 33,5 | 43,8 | 36,4 | 84,5 | 3,4 | 6,4 | 1,3 | 0,3 | 21,1 |
| 2019/20      | Utah Jazz              | 47    | 41    | 29,0 | 40,9 | 37,5 | 82,7 | 3,2 | 4,4 | 0,8 | 0,1 | 14,4 |
| 2020/21      | Utah Jazz              | 51    | 51    | 29,4 | 44,4 | 41,2 | 85,2 | 3,5 | 6,0 | 1,4 | 0,2 | 16,2 |
| 2021/22      | Utah Jazz              | 72    | 72    | 28,6 | 43,5 | 40,8 | 79,6 | 3,0 | 5,3 | 1,3 | 0,3 | 13,7 |
| 2022/23      | Utah Jazz              | 43    | 42    | 29,7 | 40,8 | 36,2 | 81,3 | 2,5 | 7,7 | 1,0 | 0,2 | 10,7 |
| 2022/23      | Minnesota Timberwolves | 24    | 24    | 31,4 | 46,0 | 42,0 | 86,3 | 3,1 | 5,0 | 1,2 | 0,2 | 14,0 |
| 2023/24      | Minnesota Timberwolves | 76    | 76    | 28,9 | 45,7 | 44,2 | 91,1 | 2,9 | 5,9 | 1,2 | 0,2 | 11,4 |
| 2024/25      | Minnesota Timberwolves | 71    | 64    | 24,7 | 40,0 | 41,0 | 90,0 | 2,6 | 4,5 | 1,1 | 0,2 | 8,2  |
| Carrière     | Carrière               | 1.172 | 1.128 | 31,2 | 43,8 | 38,9 | 82,5 | 2,9 | 5,7 | 1,4 | 0,2 | 14,1 |
| NBA All-Star | NBA All-Star           | 1     | 0     | 12,3 | 16,7 | 20,0 | —    | 1,0 | 2,0 | 1,0 | 0   | 3,0  |

### Play-ins
| Seizoen  | Team                   | WG | WS | MPW  | FG%  | 3P%  | FW%   | RPW | APW | SPW | BPW | PPW  |
| -------- | ---------------------- | -- | -- | ---- | ---- | ---- | ----- | --- | --- | --- | --- | ---- |
| 2022/23  | Minnesota Timberwolves | 2  | 2  | 36,8 | 64,7 | 66,7 | 100,0 | 3,5 | 3,5 | 3,0 | 1,0 | 18,5 |
| Carrière | Carrière               | 2  | 2  | 36,8 | 64,7 | 66,7 | 100,0 | 3,5 | 3,5 | 3,0 | 1,0 | 18,5 |

### Play-offs
| Seizoen  | Team                   | WG  | WS  | MPW  | FG%  | 3P%  | FW%   | RPW | APW | SPW | BPW | PPW  |
| -------- | ---------------------- | --- | --- | ---- | ---- | ---- | ----- | --- | --- | --- | --- | ---- |
| 2010/11  | Memphis Grizzlies      | 13  | 13  | 39,0 | 38,8 | 29,7 | 83,0  | 3,8 | 6,4 | 1,1 | 0,2 | 15,2 |
| 2011/12  | Memphis Grizzlies      | 7   | 7   | 39,5 | 42,1 | 50,0 | 75,0  | 3,3 | 7,1 | 0,9 | 0   | 14,1 |
| 2012/13  | Memphis Grizzlies      | 15  | 15  | 38,3 | 38,4 | 28,1 | 76,3  | 4,7 | 7,1 | 1,7 | 0,3 | 17,0 |
| 2013/14  | Memphis Grizzlies      | 7   | 7   | 38,1 | 43,1 | 11,1 | 76,9  | 4,6 | 7,9 | 2,0 | 0,1 | 15,9 |
| 2014/15  | Memphis Grizzlies      | 8   | 8   | 30,4 | 42,7 | 30,3 | 82,1  | 1,1 | 5,0 | 1,4 | 0   | 14,4 |
| 2016/17  | Memphis Grizzlies      | 6   | 6   | 37,3 | 48,5 | 44,7 | 83,8  | 3,3 | 7,0 | 1,7 | 0,5 | 24,7 |
| 2019/20  | Utah Jazz              | 5   | 5   | 33,0 | 48,4 | 52,9 | 86,4  | 2,8 | 5,2 | 1,6 | 0,5 | 19,8 |
| 2020/21  | Utah Jazz              | 6   | 6   | 29,3 | 42,6 | 48,6 | 100,0 | 3,5 | 7,7 | 0,2 | 0,2 | 15,3 |
| 2021/22  | Utah Jazz              | 6   | 6   | 29,0 | 33,3 | 20,0 | 80,0  | 3,2 | 4,8 | 0,8 | 0,3 | 9,2  |
| 2022/23  | Minnesota Timberwolves | 5   | 5   | 36,6 | 47,6 | 45,5 | 90,9  | 2,6 | 6,4 | 0,6 | 0   | 12,0 |
| 2023/24  | Minnesota Timberwolves | 15  | 15  | 31,6 | 42,8 | 39,5 | 71,4  | 3,9 | 5,7 | 1,4 | 0,2 | 11,6 |
| 2024/25  | Minnesota Timberwolves | 15  | 15  | 23,7 | 30,2 | 33,3 | 92,3  | 2,9 | 3,3 | 0,6 | 0,2 | 6,0  |
| Carrière | Carrière               | 108 | 108 | 33,5 | 40,9 | 36,0 | 80,7  | 3,5 | 6,0 | 1,2 | 0,2 | 13,8 |